# Тёплая река
«Тёплая река» (укр. «Тепла річка») — другий альбом української співачки Міки Ньютон, випущений у 2006 році.

## Список композицій
1. Интро 1
2. Тёплая река
3. Цунами
4. Пожарные
5. Интро 2
6. В плену
7. Лунопарк
8. Интро 3
9. Аномалия
10. Радио девочка
11. Факт
12. Белые лошади
13. Yes
14. Гагарин
15. Арлекино
16. Финал
17. Лунопарк (remix)
18. В плену MH feat. Potap (Plankovsky remix)
19. Тёплая река (Plankovsky remix)